# Liebre-Torino
La Liebre-Torino es una serie de automóviles de carreras que se fabricaron entre las décadas de 1960 y 1970 en Argentina, para su utilización en las categorías Turismo Carretera y Sport Prototipo Argentino. Se trata de prototipos creados por el carrocero Heriberto Pronello y el motorista Oreste Berta sobre la base del automóvil de producción IKA Torino.
La idea de crear estos automóviles fue factible gracias al revolucionario reglamento impuesto a fines de la década del 60 para poder generar una evolución dentro de la categoría, producto de que se venía compitiendo desde la década del 40 con las mismas unidades de esa época. Este amplio reglamento abría un verdadero abanico de posibilidades para que tanto pilotos como preparadores se presenten a competir con modelos diseñados a gusto y conveniencia, y combinando elementos de diferentes marcas. Entre estas máquinas, las Liebre-Torino marcaron dominio dentro de la especialidad.
Existieron cuatro evoluciones de las Liebre-Torino, conocidas como:
- Liebre Mk I
- Liebre Mk I y ½
- Liebre Mk II
- Liebre Mk III.

De estas unidades, las Liebre Mk II y Mk III se consagraron campeonas en 1967 y 1969 con Eduardo Copello y Gastón Perkins, respectivamente.

## Liebre Mk I-Torino

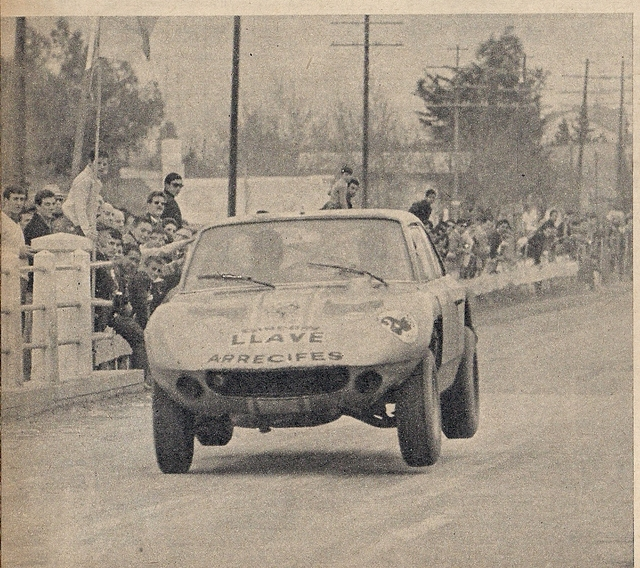
Liebre MkI Torino de Luis Rubén Di Palma.

En 1966 y atento a lo que sucedía en el Turismo Carretera con la llegada de los primeros coches compactos, Industrias Kaiser Argentina decidió ingresar a la mencionada categoría, presentando un modelo completamente nuevo: el IKA Torino. El primer equipo oficial estuvo bajo el mando del reconocido preparador Horacio Steven (quién en 1968 obtendría el título preparando al Trueno Naranja motor Chevrolet), quien no tuvo demasiado brillo en la dirección del mismo. Fue entonces que IKA decidió contratar a Oreste Berta. 
El desembarco de este al equipo oficial fue un tanto revolucionario, también mostró su sello innovador pretendiendo implementar ideas propias. A pesar de que el nuevo reglamento impuesto para el Turismo Carretera permitía la libre preparación de unidades a gusto y conveniencia, IKA pretendió presentar sus unidades, manteniendo sus líneas originales, a fin de lograr una mayor identificación del producto con el público comprador. Sin embargo, Berta pretendió sacarle el jugo a este nuevo reglamento y volcarlo en la preparación de sus autos. Fue entonces que se asoció con Heriberto Pronello, que trabajaba para IKA y con quien iniciaron el desarrollo de nuevas unidades. Pronello tomó a su cargo la construcción de una trompa de diseño puntiagudo sobre fibra reforzada, la cual terminó dándole a su coche un corte altamente aerodinámico. Fue así que en el debut del equipo en 1967, dos de sus tres coches mantuvieron sus líneas originales, mientras que el tercero pasaba a utilizar la novedad diseñada por Pronello. Los dos primeros vehículos les fueron confiados a los pilotos Héctor Gradassi y Jorge Ternengo, mientras que el Torino reformado era utilizado por Eduardo Copello. Fue el comienzo de la sociedad que sería conocida como la «CGT» (por Copello, Gradassi y Ternengo).
Este último modelo fue conocido como «Lebrel» debido a que un ingeniero norteamericano lo denominó así el primer día que lo vio (creyendo que era el automóvil de apoyo, dado que en Estados Unidos se los conoce de esa forma a los coches de reserva). El coche adoptó finalmente el seudónimo de «Liebre Mk I-Torino», producto de la deformación del apodo puesto por este ingeniero y al modelo sobre el cual estaba basado.

## Liebre Mk I y ½-Torino

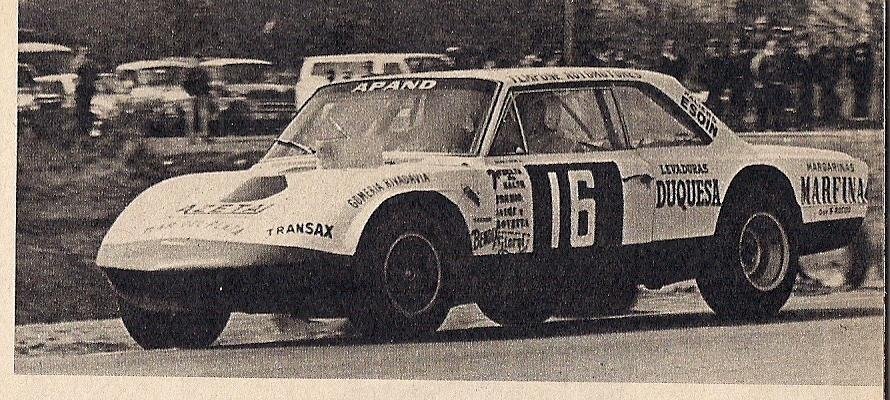
Prototipo Liebre Mk I y ½. Piloto: Antonio Tempone.

El debut de la Liebre Mk I se dio en el Gran Premio de Rafaela del año 1967. Aquella carrera fue ganada por Héctor Gradassi con un Torino 380 W convencional. Sin embargo, según Oreste Berta, la Liebre de Eduardo Copello era 5 km/h superior a los Torino de Gradassi y Ternengo, que mantenían sus líneas originales. En ese entonces, a la Liebre Mk I, aparte de su revolucionaria trompa, se la había equipado con un nuevo sistema de suspensiones que le permitían una mejor tenida en ruta respecto a su «hermano mayor».
Estas soluciones sugeridas por Berta para el diseño de los vehículos del equipo oficial llevaron a Pronello a proyectarse una vez más y experimentar mejoras en el diseño de la Liebre. Fue entonces que decidió implementar nuevos parámetros en el vehículo, acortando su chasis, corriendo el motor unos centímetros más hacia adentro del habitáculo y agregando una trompa con una sección un poco más afilada, gracias al recorte que se le hizo al chasis. De esta forma, Pronello creaba una nueva evolución, la cual fue denominada como «Liebre Mk I y ½-Torino». Esta Liebre presentaba como novedades, además del recorte en su chasis y la reubicación de su motor que permitía una mejor distribución de pesos, el desarrollo de nuevas suspensiones, presentando modificaciones en los puntos de anclaje de los tensores que mejoraban la tenida del coche.
Esta Liebre fue presentada unas carreras después a la de la Liebre Mk I, y su conducción estuvo a cargo de Jorge Ternengo. Sin embargo, más allá de que continuaría compitiendo en los años siguientes, el prototipo experimentaría su evolución más radical ese mismo año, a causa del vertiginoso avance que planteaba la nueva reglamentación, presentándose un nuevo diseño a mitad de ese campeonato.

## Liebre Mk II-Torino

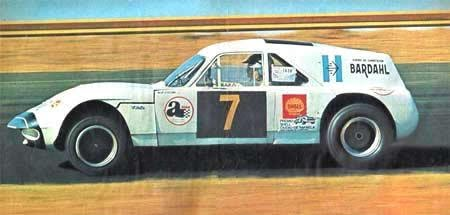
Prototipo Liebre Mk II Torino, campeón en 1967 con Eduardo Copello al volante.

La llegada de la Liebre Mk I y ½ hizo que las demás terminales se replanteen el uso de sus unidades de competición para el Turismo Carretera. Ford fue la primera en dar la respuesta al planteo de Berta y Pronello, poniendo en pista el Baufer-Ford, un prototipo diseñado por Alain Baudena y utilizado por la firma para su equipo oficial. La atención de este vehículo estaba a cargo de Horacio Steven, quien para motorizar a estos coches implementó los motores V8 de las camionetas Ford F-100. Desde Chevrolet, comenzaban a aparecer los modelos más vistosos como ser la evolución del Chevitú creada por José Froilán González y utilizado por la escuadra oficial, la Garrafa creada por los hermanos Bellavigna y piloteada por Andrea Vianini o el Barracuda-Chevrolet utilizado por Carlos Pairetti. Esta camada de prototipos ponían a IKA en desventaja con respecto al resto, por lo que nuevamente Pronello se puso en campaña de diseñar un prototipo que neutralice el avance de la competencia. La respuesta a todo este desafío, fue bautizada con el nombre de «Pachamama», siendo rebautizada más tarde como «Liebre Mk II-Torino».
La Liebre Mk II fue la evolución más radical que había experimentado el prototipo, siendo este un prototipo nato de competiciones. Del diseño original del IKA Torino ya no le quedaba nada más que el motor y su caja de cambios. Para este modelo se tomó como base el carrozado del Torino, al cual se le cortó el baúl, la trompa y el techo, siéndole adaptado el chasis de la Liebre Mk I y ½ y una trompa similar a la de este modelo. Pero el cambio más radical lo tendría en el techo, ya que para su diseño fue utilizado el techo de un Renault Dauphine, el cual fue adaptado para el nuevo carrozado. La parte trasera del coche presentaba un diseño que hacía recordar a los viejos automóviles familiares, el cual era tan aerodinámico que nunca precisó el uso de alerones para su desarrollo.
El debut del nuevo modelo se dio el 17 de agosto de 1967 con dos unidades disponibles para los dos pilotos principales de la escuadra, Eduardo Copello y Héctor Gradassi. En su debut, ambas unidades terminaron con sus parabrisas rotos y con varias sospechas sobre las causales de dichas fallas. La Liebre Mk II marcó un importante dominio y se llevó el campeonato con Eduardo Copello del TC, el cual fue el primer campeón con una marca diferente a las tradicionales Chevrolet y Ford.

## Liebre Mk III-Torino

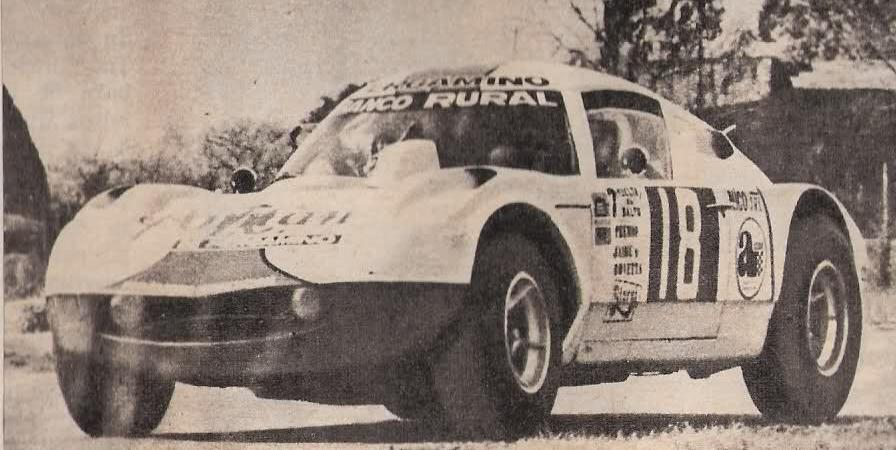
Liebre Mk III del piloto Norberto Rondelli.

La aparición de las Liebre Mk II en las pistas generó una revolución dentro del ambiente del Turismo Carretera. Tras el éxito logrado en 1967, el equipo oficial IKA terminaría disolviéndose una vez terminado el campeonato, dando origen a nuevas escuderías. En 1968, Pronello había alcanzado a crear ya cuatro Liebre-Torino, las cuales tuvo que repartir luego de la disolución del equipo oficial. Oreste Berta había logrado hacerse con dos de estas unidades creando su propia estructura, la cual fue patrocinada por la firma de lubricantes Bardahl y que llevaba a Eduardo Copello y Nasif Estéfano como pilotos. Las otras dos Liebre-Torino quedaron en poder de Gradassi y Gastón Perkins, quienes decidieron presentar sus propias estructuras.
A todo esto, la competencia llegaba a la pista con nuevas armas. Ford renovaba su plantel tras el fallido intento del año anterior con el Baufer. De esta forma, ponía en pista al denominado Falcon F-100, prototipo basado en el Ford Falcon al cual se le aplicaba una reducción en su ancho y se lo equipaba con el impulsor V8 de las camionetas Ford F-100. General Motors volvía a confiar en José Froilán González quien presentaba la tercera evolución del Chevitú, conocida como Chevytres. Mientras que a mediados de ese año, hacía irrupción un prototipo que terminaría revolucionando este campeonato: El Trueno Naranja. Este año, Copello y Gradassi intentarían cada uno por su lado defender el honor de Torino, sin embargo sus intentos fueron vanos ante el embate brindado por el Trueno Naranja con Carlos Pairetti al volante.
Fue así que, en 1969, Pronello volvería a desarrollar una nueva evolución en la Liebre. Decidió rediseñar la carrocería de la Liebre Mk II, modificando la caída del techo en la parte de atrás, dándole un perfil más afilado y un mayor coeficiente aerodinámico. En cuanto a otros ítems como la suspensión o el chasis, el nuevo diseño mantuvo las características de su antecesor, siendo reformados el torpedo y la ubicación de las butacas, entre otros, para mejorar la distribución de pesos. Pronello terminaría presentando su nueva obra, la cual recibió el nombre de «Pronello Nova», finalmente rebautizado por los usuarios como «Liebre Mk III-Torino». La primera Liebre fue presentada en 1969 y su primer conductor fue el piloto Gastón Perkins. 

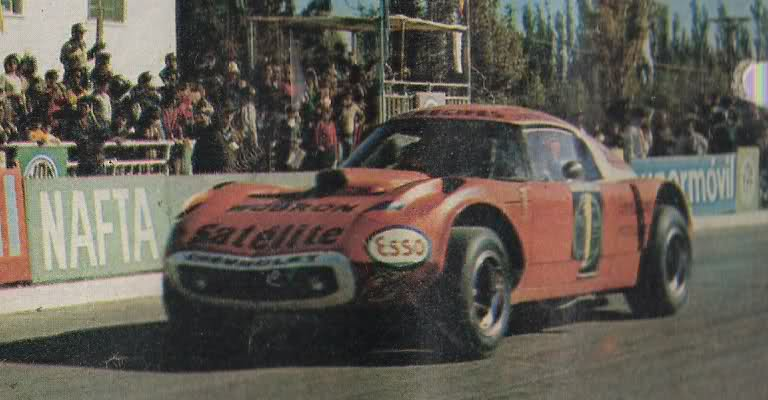
Prototipo Liebre Mk III con motor Chevrolet, conocido como la Nova Naranja.

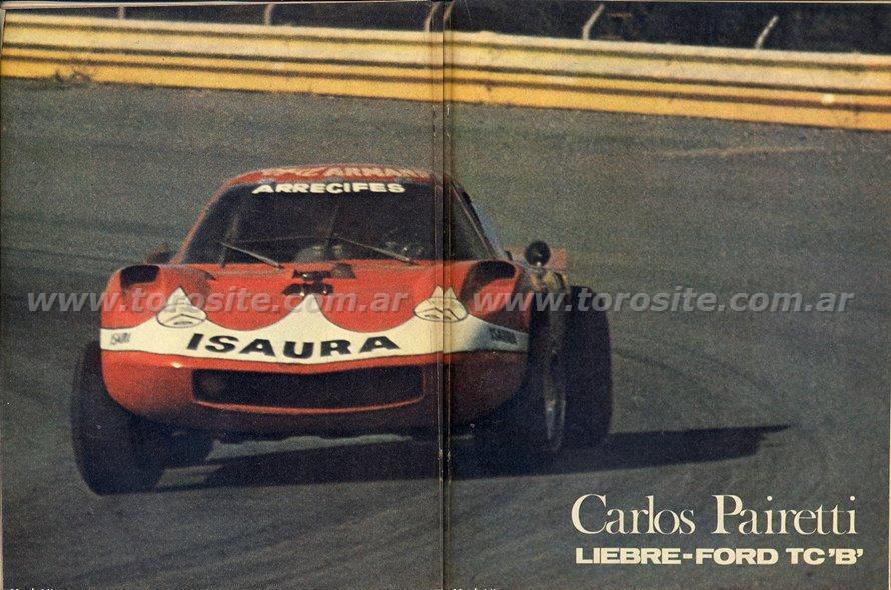
Liebre Mk III con motor Ford.

Una particularidad que tuvo ese año Pronello fue que al no estar más vinculado a IKA, decidió rescindir la exclusividad de sus diseños para aquellos usuarios de dicha marca, dejando los mismos a disposición de los pilotos de otras marcas quienes mostraron su interés por desarrollar este prototipo con impulsores de otras marcas como ser Chevrolet o Ford. El caso más relevante, fue el del campeón Carlos Pairetti, quien dejó de lado su prototipo bautizado Trueno Naranja para adquirirle a Pronello una Liebre, a la cual equipó con un impulsor Chevrolet y decoró con el mismo color de su coche anterior, dando origen a la Nova Naranja, nombre que derivaba del nombre original del auto y del color del mismo. Torino se terminaría llevando el título de ese año con Perkins al volante de una Liebre Mk III-Torino.
En los años siguientes, las Liebre siguieron dominando las acciones en el terreno de juego, llevándose un nuevo título en el año 1970, nuevamente de la mano de Eduardo Copello. Pero en esta oportunidad y con el fin de poder dar mayor participación a los modelos de producción se crea la Fórmula A y en paralelo a ella la Fórmula B, la cual terminaría convirtiéndose unos años más tarde en el Sport Prototipo Argentino. Precisamente, Copello se llevaría el título de la Fórmula B con la Liebre Mk III, mientras que Luis Rubén Di Palma se llevaría la corona de la Fórmula A.